# Howard Brookner
Howard Brookner (New York, 30 aprile 1954 – New York, 27 aprile 1989) è stato un regista, sceneggiatore e produttore cinematografico statunitense.

## Biografia
Brookner è nato nel 1954 a New York e cresciuto a Great Neck, Long Island. Ha studiato alla scuola di preparazione di Exeter, ha guadagnato il B.A. alla Columbia University in scienze politiche e successivamente un M.A. in storia dell'arte e cinema alla New York University, dove per la sua tesi di laurea ha iniziato quella che sarebbe diventato il documentario acclamato su William S. Burroughs. La sua troupe composta da suoi compagni di classe della NYU Tom DiCillo (camera) e Jim Jarmusch (suono). 
Il documentario Burroughs: The Movie viene distribuito nel 1983.
Successivamente dirige un documentario su Robert Wilson, intitolato Robert Wilson and the Civil Wars , dove racconta la lavorazione di CIVIL warS: A Tree Is Best Measured When It Is Down, progetto fallito per le Olimpiadi estive del 1984. Robert Wilson and the Civil Wars è stato presentato al Toronto Film Festival nel 1987.
Nel 1987 inizia la produzione del suo primo lungometraggio per il cinema I maledetti di Broadway, interpretato da Madonna, Matt Dillon, Jennifer Grey, Rutger Hauer e molti altri attori di rilievo dell'epoca. Oltre che regista, Brookner è anche sceneggiatore e produttore del film.
Segretamente, Brookner stava combattendo l'AIDS, che si aggravò quando decise di non prendere più il farmaco AZT per avere le forze di terminare le riprese de I maledetti di Broadway. Morì poco prima che il suo film forse distribuito nelle sale cinematografiche e fu sepolto il giorno del suo 35º compleanno. Circondato da amici e parenti, ha lasciato questa citazione sulla porta del suo frigorifero: "C'è così tanta bellezza nel mondo. Questo è quello che mi ha messo nei guai, in primo luogo."
Suo nipote, Aaron Brookner, ha realizzato il documentario Uncle Howard, che ripercorre la vita personale e professionale dello zio. Uncle Howard è stato presentato al Sundance Film Festival 2016.

## Filmografia

### Regista
- Burroughs: The Movie (1983) - documentario
- Robert Wilson and the Civil Wars (1987) - documentario
- I maledetti di Broadway (Bloodhounds of Broadway) (1989)

### Sceneggiatore
- I maledetti di Broadway (Bloodhounds of Broadway) (1989)

### Produttore
- Burroughs: The Movie (1983) - documentario
- Robert Wilson and the Civil Wars (1987) - documentario
- I maledetti di Broadway (Bloodhounds of Broadway) (1989)